# Breitenlohe (Oettingen)
Breitenlohe ist ein Gemeindeteil der Stadt Oettingen in Bayern im schwäbischen Landkreis Donau-Ries.
Bis zum 31. Dezember 1971 gehörte der Weiler Breitenlohe zur Gemeinde Erlbach. Erlbach wurde am 1. Januar 1972 zusammen mit der Gemeinde Niederhofen nach Oettingen eingegliedert.
Wahrzeichen des Ortes ist die in der heutigen Form 1710 errichtete Kapelle zu Ehren der Schmerzhaften Mutter Gottes. Ein bereits zur Zeit des Dreißigjährigen Krieges bestehender Vorgängerbau war der Märtyrerin Afra von Augsburg geweiht. Die Kapelle weist einen achteckigen Grundriss auf. Im Inneren befindet sich die aus dem 16. Jahrhundert stammende Holzplastik einer Pietà. Zuletzt wurde die Kapelle 1979 restauriert und dabei die ursprüngliche Dachform wiederhergestellt.